# Irrigazione a perno centrale

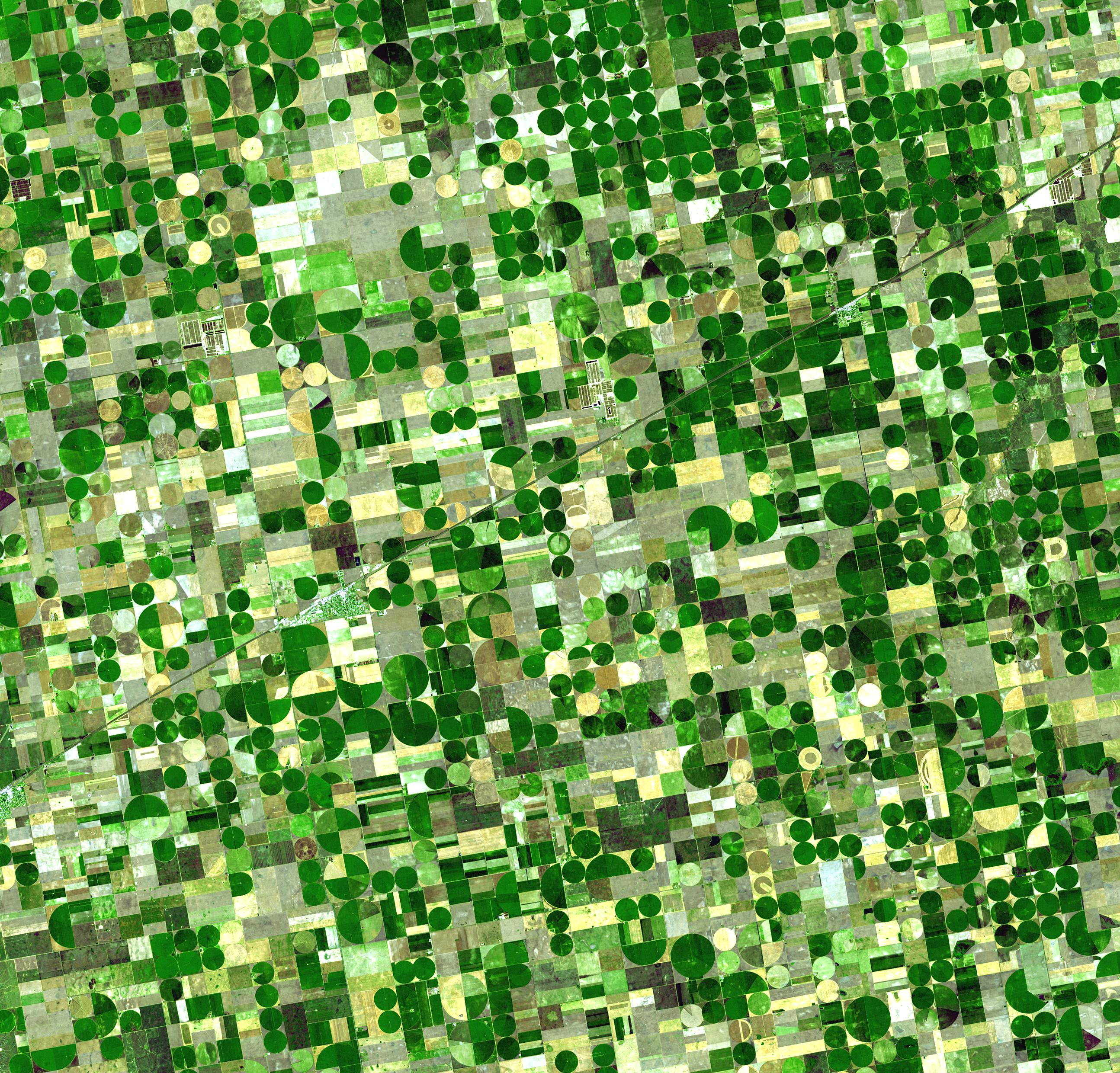
Immagine satellitare di un campo irrigato con sistema a perno centrale in Kansas. Ogni area circolare è coperta ad un irrigatore.

L'irrigazione a perno centrale detta anche irrigazione a pivot centrale o irrigazione circolare, è un metodo di irrigazione utilizzato in agricoltura. Si tratta di un impianto mobile di irrigazione a pioggia in cui viene utilizzato un sistema meccanico composto da un tubo mobile, rotante attorno ad un punto fisso, dal quale fuoriesce l'acqua lungo tutta la sua lunghezza. L'area irrigata con questo sistema è caratterizzata da una forma circolare, con centro nel punto di rotazione dell'irrigatore; le aree più vaste, viste dall'alto, presentano tipicamente una serie più o meno regolare di cerchi. Gli irrigatori a perno centrale erano inizialmente mossi da sistemi idraulici mentre oggi sono azionati da motori elettrici.Questa tecnica viene usata soprattutto nelle pianure Americane

## Storia
Il sistema di irrigazione a perno centrale è stato inventato nel 1940 da Frank Zybach, un contadino di Strasburg, Colorado.

## Caratteristiche

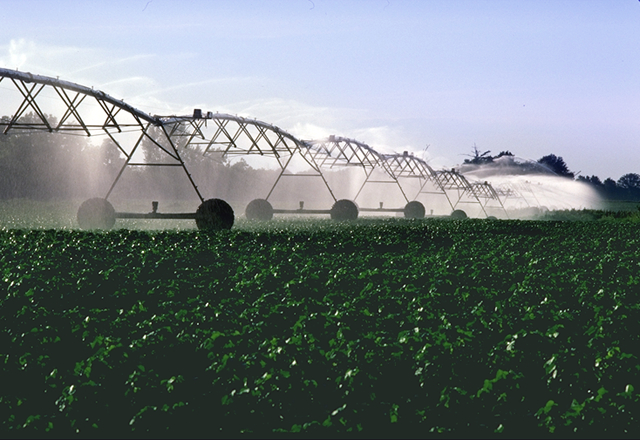
Esempio di irrigatore a perno centrale impiegato in un campo di cotone.